# Héctor Garzó
Héctor Garzó Vicent (Paterna, 9 de junho de 1998) é um motociclista espanhol que disputa atualmente o Campeonato Mundial de Motovelocidade na categoria Moto2 pela equipe Flexbox HP40.

## Carreira
Sua primeira temporada foi na FIM CEV Moto2 European Championship em 2016, onde não conseguiu pontuar. Em 2017, ficou na quarta posição, com 126 pontos e 4 pódios (3 terceiros lugares e um segundo).
Na MotoGP, estreou no GP da Alemanha de Moto2 substituindo o compatriota Xavi Vierge na equipe Tech 3.

. Terminou a temporada em 47º lugar, sem pontos. Em 2018, Garzó disputou 3 etapas (França, Espanha e Itália) como substituto do australiano Remy Gardner, além da prova na Comunidade Valenciana no lugar do neerlandês Bo Bendsneyder, onde não conseguiu largar após cair no warm-up. Encerrou o campeonato em 36º.
Em 2019, participou da temporada inaugural da MotoE (categoria de motos elétricas), obtendo 3 pódios e o quarto lugar na classificação, com 69 pontos. Para 2020, assinou com a Flexbox HP40 para sua primeira temporada completa na Moto2, conquistando seus primeiros pontos na divisão intermediária da MotoGP com um 12º lugar no GP da Espanha.